# Mokoví
El mokoví, autònim moqyot, és una llengua parlada a la Província del Chaco (Argentina) i té menys de 10.000 parlants.